# Estación José Ignacio Poblet
Juan José Ignacio Poblet es una estación ferroviaria ubicada en el paraje Poblet, en La Plata, Provincia de Buenos Aires, Argentina.

## Servicios
La estación pertenece al ramal La Plata y Lezama.
No presta servicios de ningún tipo. El ramal fue clausurado en 1977, durante la dictadura cívico militar autodenominada Proceso de Reorganización Nacional.